# Henry Damian Juncker
Henry Damian Juncker (* 22. August 1809 in Fénétrange, Lothringen, Frankreich; † 2. Oktober 1868 in Alton, Illinois, USA) war ein deutschstämmiger US-amerikanischer katholischer Bischof.

## Leben
Juncker kam bereits im Kleinkindalter in die USA und studierte später an einem Priesterseminar, ehe am 16. März 1834 seine Priesterweihe durch den Bischof von Cincinnati, John Baptist Purcell, erfolgte. Anschließend wurde er zum Pastor der Kirche der Heiligen Dreifaltigkeit (Church of the Holy Trinity), der ersten deutschen Kirche in Cincinnati; berufen. 1836 erfolgte seine Ernennung zum Pfarrer in Canton, Ohio, sowie 1846 zum Pastor der Emanuelkirche von Dayton, Ohio. Dabei war er nicht nur für einige englischsprachige Gemeinden zuständig, sondern auch für mehr als ein dutzend deutschsprachige Siedlungen.
Am 9. Januar 1857 wurde er zum Bischof des neugegründeten Bistums Alton ernannt. Am 26. April desselben Jahres spendete ihm der inzwischen zum Erzbischof von Cincinnati erhobene John Baptist Purcell die Bischofsweihe. Mitkonsekratoren waren der Bischof von Milwaukee, John Henni, und der Bischof von Erie, Joshua Young.
Die Diözese umfasste einen großen Teil von Illinois, hatte zu der Zeit aber nur 18 Priester. Anfang 1858 reiste er nach Europa und kehrte im Juli 1858 mit vier Seminaristen zurück, die er anschließend zu Priestern weihte. Auch konnte er die Sächsische Franziskanerprovinz dazu bewegen, acht Franziskaner zu entsenden, die am 21. September 1858 in Alton ankamen und am 3. Oktober die Seelsorge in der dortigen Pfarrgemeinde übernahmen. Innerhalb von etwas mehr als einem Jahr stieg die Zahl der Priester in der Diözese auf 42 an und zugleich wurden acht neue Kirchen gebaut. 1859 wurde der Bau der Kathedrale Sankt Peter und Sankt Paul abgeschlossen, die zu den schönsten Kirchen der USA zählt. Die Besuche in seiner Diözese waren ausgedehnt und führten zur Gründung neuer Gemeinden, in die er anschließend Geistliche entsandte. Daneben nahm er aber auch viele Aufgaben eines einfachen Priesters wahr. Ein weiterer Schwerpunkt seiner Arbeit lag in der Erziehung: Neben der Gründung von zwei Colleges für Jungen und sechs Akademien für Mädchen begründete er auch ein Priesterseminar neben der Kathedrale von St. Peter und St. Paul, zwei Krankenhäuser sowie ein Waisenhaus. Zum Zeitpunkt seines Todes betrug die Zahl der Priester 100 sowie 25 Theologiestudenten, die in 125 Kirchen tätig waren. Des Weiteren gab es 56 Gemeindeschulen und eine Reihe von Bruderschaften.
Bischof Juncker sprach neben Deutsch und Englisch auch Französisch. Seine persönlichen Freundschaften reichten über seine eigene Religionszugehörigkeit hinaus.
Nach Junckers Tod wurde Peter Joseph Baltes am 24. September zum neuen Bischof von Alton ernannt.